# Tholera gracilis
Tholera gracilis là một loài bướm đêm trong họ Noctuidae.